# コレンド
コレンド（ロシア語: Колендо）は、ロシアのサハリン州北部のオハ管区にある村である。昔は都市型集落であった。

## 歴史
この村は1963年に村名と同じ油田開発プロジェクトに関連して設立された。1979年には人口が2022人になったが、1995年のネフチェゴルスク地震によって住民がオハやユジノサハリンスク、ノグリキに移住してしまった。2021年時点で人口は0人であるが、行政区画としては廃止されずに残っている。

## 人口
| 1979 | 1989 | 2002 | 2010 | 2021 |
| ---- | ---- | ---- | ---- | ---- |
| 2022 | 1783 | 83   | 0    | 0    |